# Bondaroy
Bondaroy is een gemeente in het Franse departement Loiret (regio Centre-Val de Loire) en telt 361 inwoners (1999). De oppervlakte bedraagt 6,9 km², de bevolkingsdichtheid is 52,3 inwoners per km².
De onderstaande kaart toont de ligging van Bondaroy met de belangrijkste infrastructuur en aangrenzende gemeenten.

## Demografie
Onderstaande figuur toont het verloop van het inwoneraantal van Bondaroy vanaf 1962.

Bron: Frans bureau voor statistiek. Cijfers inwoneraantal volgens de definitie population sans doubles comptes (zie de gehanteerde definities)
1. ↑  Populations de référence 2022.